# Matchless Amplifiers
Matchless Amplifiers — это компания из Лос-Анджелеса, которая разрабатывает и производит гитарные усилители.

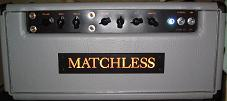
Модель Matchless HC-30 с фирменной подсвеченной табличкой

## История
Марк Сэмпсон основал компанию Matchless, когда жил в Голливуде, штат Калифорния, в 1989 году. Он вместе с партнёрами Риком Пероттой, Стивом Гудейлом и Крисом Пероттой были первыми сотрудниками компании и зачастую работали прямо на кухне у Рика. Когда Рик и Марк начинали работать над своим первым опытным усилителем C-30, они хотели получить звучание лучшее, чем у усилителей, которые в то время выпускались серийно, а также повысить их надёжность. Крис объяснял: «Много времени было потрачено на эти ранние прототипы. Марк и Рик неустанно работали над совершенствованием секции предварительного усиления и тональных схем. Они были очень увлечены этим. Они часами занимались реинжинирингом старых трансформаторов, распутывая их и считая каждый виток провода. Они экспериментировали с различными комбинациями колонок и модификациями колонок».
По мере того, как создание прототипов близилось к завершению, Марк и Рик придумали название «Matchless» (с англ. — «несравненный»): они хотели создать «бескомпромиссный» усилитель. Крис разработал логотип торговой марки. Стив Гудейл присоединился в качестве соучредителя в 1991 году и занимался финансированием и маркетингом. Гудейл настоял на том, чтобы компания участвовали в конкурсе усилителей Guitar Player Magazine в 1992 году, доставив раннюю версию DC-30 (Dual Combo 30) из Лос-Анджелеса в Купертино. Усилитель попал в руки редактору Энди Уиддерс-Эллису из журнала Guitar Player и занял первое место в конкурсе, что очень помогло дальнейшему развитию компании.
Марк Сэмпсон продолжал проектировать усилитель Clubman 35', за которым последовали 15-ваттные серии Spitfire, Tornado и Lightning. Вслед за этим были выпущены модели Chieftain, Superchief и Thunderchief. Модели, выпущенные после серии C-30, стали попыткой компании занять уникальную позицию на рынке. Марк оставался главным инженером-конструктором, Рик выполнял производственные и административные обязанности, а Крис занимался задачами, связанными с компьютерным проектированием и закупками.
В связи с растущим спросом основатели решили стать партнерами в U.S. Music Coproration в январе 1994 года. Слияние стало толчком для дальнейшего роста и увеличения капитала. Во время партнёрства с US Music Марк Сэмпсон стал руководителем отдела корпоративных исследований и разработок, в состав которого входили бренды гитары Guild, усилителей Matchless и Randall, а также гитарных струн Vinci. Рик Перротта стал руководителем цеха в Анахайме, где производились Matchless, Randall и Vinci. Крис Перротта отвечал за машиностроение, разработку чертежей и другие задачи для всех брендов корпорации. Слияние продолжалось до октября 1995 года, когда Марк Сэмпсон стал единоличным владельцем Matchless. Сэмпсон оставался в компании в роли президента и генерального директора до конца 1999 года.
Падение стоимости иены вызвало серьезные финансовые проблемы, так как Matchless инвестировал значительные средства в новое производство. Когда их японский дистрибьютор отозвал заказ на усилители, компания потерпела крах. Производство усилителей Matchless было закрыто в 1998 году, но затем возобновилось в 2000 году после прихода нового руководства. В настоящее время компания производит несколько линеек усилителей и корпусов для колонок. 

## Текущие модели
| Серия C-30 - HC-30 - SC-30 - DC-30 Серия Chieftain - CH-40 - CH-112 - CH-212 - CH-210 Серия Phoenix - PH-35 - PH-212 - PH-112 | Серия Lightning - LG-112 - LG-212 - LG-15 - LG-210 Серия Nighthawk - NH-212 - NH-112 - NH-15 - NH-210 Серия Independence - Independence 212 - Independence 112 - Independence 35 | Серия Avenger - Avenger 212 - Avenger 112 - Avenger 30 - Avenger 210+112 Серия Spitfire - SP-112 - SP-212 Avalon 30 Clubman 35 |

## Внешние ссылки
- Официальный сайт усилителей Matchless
- Интервью GigRig с Филом Джемисоном из Matchless
- История NAMM: Интервью с Марком Сэмпсоном